# Elizaveta Parnova
Pour les articles homonymes, voir Parnov.
Elizaveta Parnova, connue sous le nom de « Liz Parnov » (née le 9 août 1994 à Moscou) est une athlète australienne, spécialiste du saut à la perche.

## Carrière
Grâce à son record personnel réalisé en 2017 à 4,51 m, Liz Parnov est sélectionnée pour participer aux Championnats du monde de Londres. En qualifications, elle réussit 4,35 m mais échoue à atteindre la finale.
En avril 2018, elle établit sa meilleure performance de la saison à 4,40 m pour terminer 5e des Jeux du Commonwealth, à domicile à Gold Coast.
Le 28 juin 2019, elle remporte les championnats d'Océanie en améliorant son record personnel à 4,60 m (record des championnats),.
En 2021, elle participe à ses deuxièmes Jeux olympiques, à Tokyo, franchit 4,25 m et ne se qualifie pas pour la finale.
En 2022, elle ne franchit que 4,20 m et met un terme à sa carrière le 20 décembre de la même année.
En 2023, elle participe à la 10e saison de l'émission de télévision Survivor, version australienne de Koh-Lanta, et remporte la compétition et les 500 000 € de gains liés.

## Vie privée
Elle est la fille d'Aleksandr Parnov et la sœur cadette de Vicky Parnov. Les deux pratiquent le saut à la perche.
Elle est la nièce de Tatiana Grigorieva, vice-championne olympique de la discipline en 2000, et la petite-fille de Nataliya Pechenkina, médaillée de bronze sur 400 m aux Jeux olympiques de 1968.

## Palmarès
| Date | Compétition                    | Lieu       | Résultat | Marque |
| ---- | ------------------------------ | ---------- | -------- | ------ |
| 2010 | Jeux olympiques de la jeunesse | Singapour  | 2e       | 4,25 m |
| 2010 | Jeux du Commonwealth           | New Delhi  | 11e      | 3,95 m |
| 2011 | Championnats du monde cadets   | Lille      | 2e       | 4,20 m |
| 2012 | Championnats du monde juniors  | Barcelone  | 2e       | 4,30 m |
| 2014 | Jeux du Commonwealth           | Glasgow    | finale   | NM     |
| 2018 | Jeux du Commonwealth           | Gold Coast | 5e       | 4,40 m |
| 2019 | Championnats d'Océanie         | Townsville | 1re      | 4,60 m |

## Records
| Épreuve          | Épreuve   | Marque | Lieu             | Date            |
| ---------------- | --------- | ------ | ---------------- | --------------- |
| Saut à la perche | Plein air | 4,60 m | Townsville       | 28 juin 2019    |
| Saut à la perche | En salle  | 4,40 m | Clermont-Ferrand | 24 février 2019 |